# مسيرة الفكر

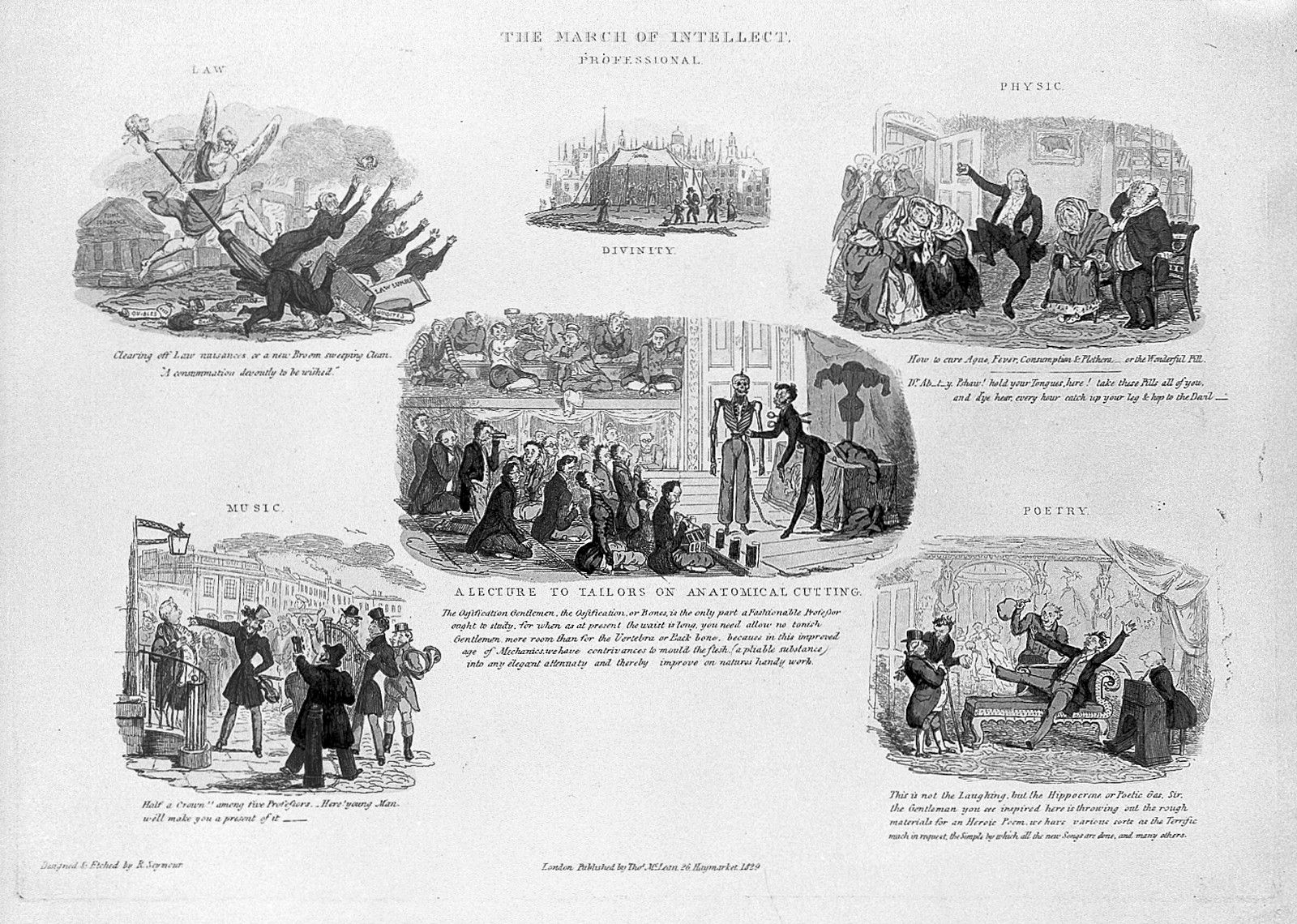

كانت مسيرة الفكر أو «مسيرة العقل»، موضوع نقاش حامٍ في بدايات القرن التاسع عشر في إنجلترا، رحب أحد الطرفين بتقدم المجتمع نحو فهم ومعرفة أعظم وأكثر انتشارًا، بينما استنكر الطرف الآخر الولع المعاصر بالتقدم والأفكار المستحدثة.
نظرت ماري دوروثي جورج إلى نقاش «المسيرة» على أنه انعكاس علني للتغيرات في المجتمع البريطاني المترافقة مع التحول الصناعي، والديمقراطية، وتبدل الأوضاع الاجتماعية، رحب البعض بهذه التغيرات ورفضها البقية.

## الأصول والسياق
تعود جذور الجدال حول مسيرة الفكر إلى انتشار التعليم إلى مجموعتين جديدتين في إنجلترا بعد عام 1800، هما الأطفال والطبقة العاملة. شهد عام 1814 أول استخدام لمصطلح «مسيرة العقل» كقصيدة كتبتها ماري روسيل ميتفورد لمجتمع لانسكتر، ونافست جهود الكنيسة المؤسسة العمل الأخير في تقديم التعليم للأطفال.
تشكل مسيرة الفكر جزءًا من نقاشات القرن التاسع عشر حول التواصل العلمي، ما يشيرإلى ذروة في تطور فكرة واستحواذ المعرفة. تغير مفهوم المعرفة كنتيجة للثورة الصناعية منذ نهاية القرن الثامن عشر. انتُقد «التعليم الرفيع» الممارس من قبل الطبقتين العليا والمتوسطة من خلال دراسة الثقافات القديمة بسبب زخرفته عند استخدامه من قبل المعلقين أمثال جيرمي بنثام. خلقت الثورة الصناعية تركيزًا على المعرفة المستخدمة، خاصةً بخصوص الفلسفة الطبيعية (العلوم الحديثة) ومجالاتها المتنوعة. اعتقد اليمينيون الليبراليون أن «المعرفة المفيدة» هي سبيل التقدم، ولكن بقي تعريف هذا المصطلح متقلبًا. بدأت المنشورات الدورية، والموسوعات، والأدب المطبوع منذ أواخر القرن الثامن عشر في إثارة أسئلة حول توفر المعرفة المكتشفة حديثًا. وسعت التطورات في إنتاج الكتب المعرفة أكثر إلى الطبقات المتوسطة وأصبح امتلاك الأدبيات المطبوعة سلعة مرغوبة. كان يكلف المجلد نحو 10 شلنات، وبحلول عشرينيات القرن التاسع عشر أصبحت إعادة طبع المجلد تكلف نصف هذا السعر. في نفس الوقت، كان يعني انتشار الثقافة المطبوعة، ومقاهي الفنانين، ومعاهد الميكانيكا منذ عام 1823 وما بعده، وكذلك نمو المجتمعات الأدبية والفلسفية، نوعًا من الثورة في عادات القراءة عند البالغين.
كان وصول الطبقات العاملة إلى المعرفة محدودًا بسبب قلة نسبة المتعلمين والتكلفة الباهظة للمواد المطبوعة بالمقارنة مع الأجور. أثارت أعمال الشغب في سبا فيلدز ومذبحة بيترلو مخاوف حول الثورة وخلقت الاضطرابات العنيفة مقاومة بين النخبة تجاه تعلم الطبقات الدنيا. دعم معلقون محافظون آخرون تعليم الطبقة العاملة كوسيلة ضبط الأمور. علقت إيدينبورغ ريفيو في عام 1813 حول آمال «نظام التعليم العالمي» أنه قد «يشجع على بعد النظر واحترام الذات بين الطبقات الدنيا». من خلال التعليم، عرفت الطبقة العاملة وضعها الاقتصادي في الحياة والذي من شأنه أن يمنع نشوب المزيد من الاضطرابات السياسية. آمن اليمينيون الليبراليون الداعمون لتعليم الطبقات العاملة، أمثال هنري بروغهام في «السعادة المطلقة لأكبر عدد» التي حددها الفيلسوف النفعي بينثام. نظر هؤلاء الداعمون إلى العلوم بصفتها معرفة قيمة للطبقات العاملة وكانت هنالك نقاشات حول الوسيلة الأفضل لنشر المعرفة.